# Günther XXI van Schwarzburg
Günther XXI van Schwarzburg (1304 – Frankfurt, 14 juni 1349), uit het huis Schwarzburg-Blankenburg, was van 1326 tot zijn dood graaf van Schwarzburg en in 1349 Rooms-Duits koning.

## Biografie
Günther XXI was de jongste zoon van graaf Hendrik VII van Schwarzburg en diens eerste vrouw Christina van Gleichen-Tonna.

### Graaf van Schwarzburg
Hij bestuurde met wijsheid zijn graafschap. Hij bewees aan keizer Lodewijk de Beier en de aartsbisschop Hendrik van Mainz belangrijke diensten. Hij nam onder andere aan de zogenaamde Thuringse gravenoorlog van 1344 deel.

### Rooms-koning
Günther werd op 30 januari 1349 voor de poorten van Frankfurt tot koning gekozen door aartsbisschop Hendrik van Mainz, hertog Erik I van Saksen-Lauenburg, markgraaf Lodewijk van Brandenburg en de paltsgraven aan de Rijn, Rudolf II en Ruprecht I. Op 6 februari openden de burgers van Frankfurt de poorten en lieten Günther en zijn gevolg de stad binnengaan, waar hij nog dezelfde dag werd gekroond. Omdat de verkiezingen van de Duitse koningen traditioneel in Frankfurt plaatsvonden, was Günthers verkiezing legitiemer dan die van Karel IV, die in Rhens tot koning gekozen was. Geen van beide koningen was echter in de traditionele kroningsstad, Aken, gekroond.
Karel IV begon na Günthers verkiezing een militaire en diplomatieke campagne om zijn tegenstander te verzwakken. Hij bracht een leger op de been en sloeg het beleg voor Eltville, waar aartsbisschop Hendrik van Mainz zich had verschanst. Hoewel Günther op dat moment al zwaar ziek was, verzamelde hij een leger om Eltville te ontzetten. Een deel van zijn medestanders liet hem echter in de steek en zijn situatie leek uitzichtloos. Op 26 mei sloot Günther het verdrag van Eltville met Karel IV, waarin hij in ruil voor een geldsom en amnestie voor zijn aanhangers afstand deed van de troon. Korte tijd daarna overleed Günther aan zijn ziekte, waarschijnlijk de pest. In het bijzijn van Karel IV kreeg zijn lichaam een koninklijke begrafenis in de dom van Frankfurt.